# Équipe d'Ouzbékistan masculine de basket-ball
Maillots
Actualités
L'équipe d'Ouzbékistan de basket-ball est la sélection des meilleurs joueurs ouzbeks de basket-ball. Elle est placée sous l'égide de la Fédération d'Ouzbékistan de basket-ball.

## Parcours aux Jeux olympiques
- 1992 : Non qualifiée
- 1996 : Non qualifiée
- 2000 : Non qualifiée
- 2004 : Non qualifiée
- 2008 : Non qualifiée
- 2012 : Non qualifiée
- 2016 : Non qualifiée
- 2020 : Non qualifiée
- 2024 : –

## Parcours aux Championnats du Monde
- 1994 : Non qualifiée
- 1998 : Non qualifiée
- 2002 : Non qualifiée
- 2006 : Non qualifiée
- 2010 : Non qualifiée
- 2014 : Non qualifiée
- 2019 : Non qualifiée
- 2023 : Non qualifiée

## Parcours aux Championnats d'Asie des Nations
- 1993 : -
- 1995 : 7e
- 1997 : -
- 1999 : 9e
- 2001 : 9e
- 2003 : 14e
- 2005 : 11e
- 2007 : -
- 2009 : 14e
- 2011 : 12e
- 2013 : -